# 和叔
和叔（?—?），中国上古人物。远古传说时代主北方之官。尧命他居于北方，确定冬至的时间，并据当地的情况，管理冬天储备粮食的事宜。根据《史记·五帝本纪》、《尚书·尧典》记载，和叔是尧的大臣。尧命他居住在北方幽都，观察太阳到达南回归线，日短，观察昴宿一，来确定冬至。以方便冬天的收藏。